# Hyvin Kiyeng
Hyvin Kiyeng Jepkemoi (født 13. januar 1992) er en kenyansk atlet.Jepkemoi blev verdensmester i 2015 i 3000 meter forhindringsløb.
Ved sommer-OL 2020 i Tokyo tog Jepkemoi bronze i 3.000 meter forhindringsløb.